# Полин Маршалла
{{#ifeq:0|0|{{#if:Artemisia marschalliana|{{#if:|[[]}}|[[]]}}}}
Полин Маршалла (Artemisia marschalliana) — вид рослин із родини айстрових (Asteraceae).

## Біоморфологічна характеристика
Напівкущ чи кущ 30–100 см заввишки. Кореневище товсте. Листки двічі перисторозсічені, з вузько лінійними сегментами, 3–25 мм завдовжки, до 1.5 мм ушир, як і стебла, з білувато-волохатим густим запушенням. Листоподібні приквітки 3–5-секційні або цілі. Первинне суцвіття — від широкої до тонкої, прямовисна чи висхідна, конічна волоть, іноді з бічними гілками, що утворюють складну волоть. Обгортка приквітків яйцювата чи широко-яйцювата, 1.5–2.5(3) мм у діаметрі. Крайових жіночих квіточок 3–8. Дископодібних квіточок 5–15, чоловічі. Сім'янки яйцюваті. Період цвітіння: липень — жовтень.

## Середовище проживання
Зростає від Європи до Монголії й Кавказу (Монголія, пн. Сіньцзян, Казахстан, Росія [євр. + аз.], Вірменія, Азербайджан, Грузія, Туреччина [євр. + аз.], Білорусь, Україна, Молдова, Болгарія, Румунія, Польща, Німеччина, Литва, Латвія, Естонія).
Населяє степи, лісостепи, пустирі, кам'янисті схили, пагорби; до висоти 2200 метрів.
В Україні зростає на відкритих схилах, на оголеннях — на більшій частині території (крім Карпат) звичайний, але на Поліссі спорадично.